# ILCOS
ILCOS ist das „Internationale Lampenbezeichnungssystem“ nach IEC 1231. Die Bezeichnung geht auf die englische Wortbildung International Lamp Coding System zurück.
Mit diesem Kennzeichnungssystem ist es möglich, dass Leuchtmittel verschiedener Hersteller vergleichbar und austauschbar werden. 

Es konkurriert hierbei mit dem deutschen Lampenbezeichnungssystem (LBS) des Zentralverbands Elektrotechnik- und Elektronikindustrie (ZVEI) e.V., welches überwiegend in Europa verbreitet ist.
Wegen der Weiterentwicklung der Leuchtmittel über die Glühlampe hinaus wurde zur Vergleichbarkeit und einheitlichen Kennzeichnung im Rahmen der IEC ein internationales Bezeichnungssystem entwickelt. Es beruht auf der Normarbeit der DIN und wurde wiederum in nationale Normen beispielsweise DIN EN 61231:2014-06 oder ins australische Normensystem: „AS/NZS 61231:2001 International lamp coding system (ILCOS)“ übernommen. Der British Standard lautet: „BS EN 61231:2010 - International lamp coding system (ILCOS)“ oder für Österreich: ÖVE/ÖNORM EN 61231 Internationales Lampenbezeichnungssystem (ILCOS) (IEC 61231:2010). Diese Europäische Norm besteht in drei offiziellen Fassungen (Deutsch, Englisch, Französisch).

„Das Ziel des Lampenbezeichnungssystems ist:
- die Kommunikation über die verschiedenen Lampentypen zu verbessern,
- bei Diskussionen über die Austauschbarkeit und Kompatibilität der Produkte zu helfen,
- einen besseren Bezug zwischen internationalen Normen und Herstellerunterlagen zu ermöglichen,
- einen korrekten Lampenaustausch zu ermöglichen,
- als zusätzliche Kennzeichnung auf der Leuchte verwendet zu werden,
- nationale und regionale Bezeichnungssysteme zu ersetzen.“

Der Aufbau des Benennungsteiles ist folgender:
- der erste Buchstabe steht für die Lampenkategorie, V → Fahrzeuglampen, F → Leuchtstofflampen, I → herkömmliche Glühlampen
- die nächsten Buchstaben stehen für die Einzelheiten der Lampenform, Lichtfarbe, Konstruktionsmerkmale, gegebenenfalls mit einem Schrägstrich, weitere Merkmale mit zwei Schrägstrichen.
- Bindestrich
- Zahlen für Angabe der Leistung
- Bindestrich
- Zahlen zur Angabe der Spannung
- Bindestrich
- Angaben zum Lampensockel
- Bindestrich
- Zahlen für die Maße der Lampe

Andererseits gibt es drei Versionen zur Ausführlichkeit der Angaben. ILCOS L besteht nur aus dem Buchstabenteil. Eine mittlere Version ILCOS D aus Buchstaben- und Zahlenteil ist so ausführlich, dass dem Anwender auch der Austausch von Lampen unterschiedlicher Hersteller möglich wird. Die komplette Angabe als ILCOS T enthält den kompletten Benennungsteil und einen Normungsteil, somit alle Angaben die für den Einsatz erforderlich sind.
Dabei richten sich die Angaben im Zahlenteil nach besonderen an der Lampenkategorie ausgerichteten Vorgaben. So kann die Spannung als Bereich durch einen Kennbuchstaben angegeben sein: A für 6 V, 12 V, 24 V, 49 V (also Kleinspannung) oder C für 220 V, 240 V, 250 V. (in Anlehnung an IEC 357), wenn es allerdings um die Austauschbarkeit geht sind die genauen Spannungswerte nötig. Dieses Lampenbezeichnungssystem bindet im gegebenen Fall andere IEC-Publikationen ein.
In der Abkürzung TL-D 58W/840 bezeichnet TL-D eine Lampe in Stabform, 58 W die Nennleistung, 8 die Farbwiedergabe mit Ra = (85) → 8 , 40 die Farbtemperatur 4000 K und die Lichtfarbe kaltweiß. Die Lichtfarbe wird als Farbtemperatur dividiert durch 100 und auf ganze Zahlen gerundet angegeben. Die erste Ziffer bezeichnet den Bereich des Farbwiedergabeindex Ra, die letzten beiden Ziffern abgekürzt die Farbtemperatur. Erforderlichenfalls wird der Farbwiedergabeindex als Zahl davor bewertet, wobei eine 7 für Ra zwischen 70 und 79 steht. Also bezeichnet 965 eine gute Farbwiedergabe (Ra≥90) mit der Lichtfarbe 6500 K oder 637 eine schlechte Farbwiedergabe (Ra=60-69) mit der Lichtfarbe 3700 K.
Eine Anwendung für ILCOS D kann etwa so aussehen
IAG/C//RS-40-220/230-E27-60
I=Glühlampe, A=Kolbendurchmesser über 45 mm, G=Kugellampe, /C=klar, //RS=stoßfest, 40-220/230=40 Watt, 220/230 Volt, E27=Sockelart, 60=Nenndurchmesser